# 碧潭

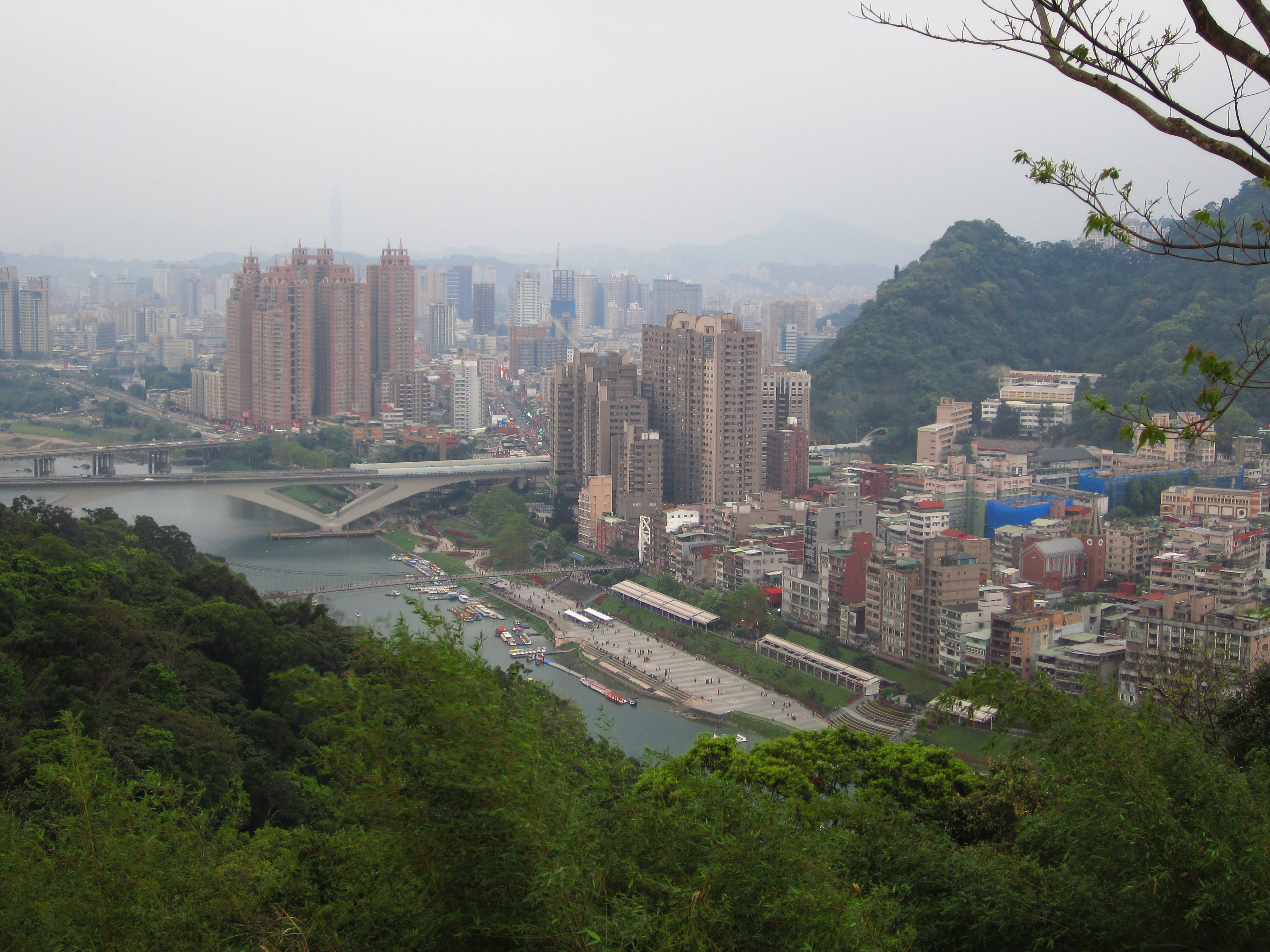
碧潭吊橋與河岸景觀

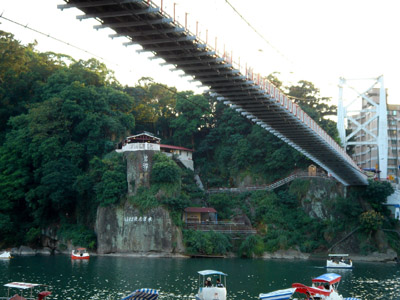
碧潭吊橋

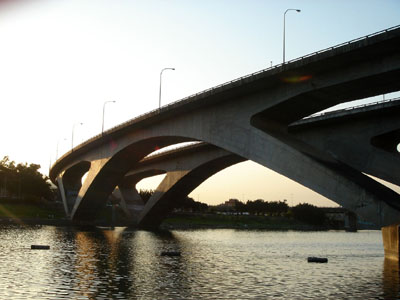
福爾摩沙高速公路碧潭橋

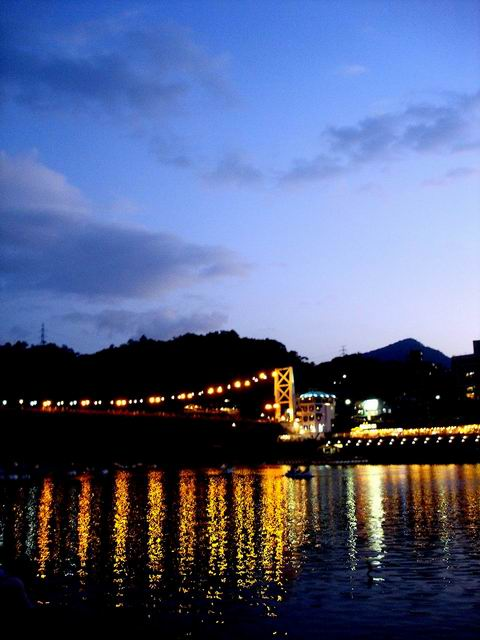
傍晚的碧潭吊橋

碧潭是位於台灣新北市新店區的風景型觀光景點。根據《新店市誌》記載，碧潭又稱為赤壁潭、石壁潭、獅山邊大潭，是新店溪從山區流入新店市區時，因為河面變得較為寬闊而形成類似水潭狀的河段。由於河面水色澄碧因此被稱為碧潭，並因為其景色優美且擁有台北周圍地區少見的吊橋建築，橋下有小船、遊艇出租，泛舟於溪上，別有一番風味；是早年台北郊區很受歡迎的風名勝之一。

## 命名由來
碧潭最早的命名由來源自新店客家住民將此處命名為赤壁潭或石壁潭，當地的詩人鄉紳蔡玉麟在與友人聚會吟詩作對時，以新店的青山碧水創作並且文藝化改命名為《碧潭》，後來這首詩被收錄於詩刊之中，再加上當時新店風景入選「台灣八景十二勝」行列，因此廣為流傳而成名。惟按客家話水色澄碧的水潭，只會稱為「青潭」，故碧潭溯本追源，得命源於潭邊大石壁，而並非水色，一如安坑則是過去客家話「暗坑」的雅化，石壁潭和安坑符合石壁村、葛藤坑的客家傳說命名法。早期碧潭面積很廣，一直到中正區寶藏巖（又稱為石壁潭寺），都屬於石壁潭未淤積前範圍，而早期真正水色澄碧的青潭則在石碇、翡翠水庫一帶。
關於台灣八景十二勝，是日治時期的1927年時，台灣北部的主要報社《台灣日日新報》根據清朝時官訂八景的作法，以民眾票選方式選出新版的台灣八景，並且在同時另外選出二別格與十二勝作為補充。其中當時的十二勝包括了草山、烏來、大溪、角板山、五指山、次高山、八卦山、霧社、北港、虎頭埤、獅頭山、旗山，但有說法指出當時十二勝中的烏來其實實際上是意指以碧潭為中心的新店風景，也就是上面提及碧潭之名被廣為宣傳的原因。
二戰之後，國民政府副主席孫科曾來台遊歷參觀碧潭的景色，並且稱讚碧潭的美景因此在吊橋頭西岸旁的大岩碧上提上「碧潭」兩字留念，至今孫科的提字仍可以在岸邊石壁上看見。

## 橋樑
除了美麗的潭面外，河岸被暱稱為「小赤壁」的巨大石壁與碧潭吊橋是碧潭另外兩個重要的景點。19世紀初之前，新店溪今日被稱為大坪林與安坑的東西兩岸間原本是沒有任何的交通路線可行走，最早年的原住民通常僅靠游泳渡河，直到清乾隆年間，因永豐圳、瑠公圳的修築而在兩岸間架設了竹蛇籠之後，就被當作便橋在使用。1881年開始新店溪兩岸間開始有了渡船的經營，從新店溪上游到中游共有廣興渡、小坑渡、礦窟渡、塗潭渡、直潭渡、灣潭渡、小粗坑渡、新店渡、挖仔渡等九個渡口。
1937年碧潭吊橋正式建成，兩岸之間首次有了固定的交通路線，而原本的渡船仍繼續存在，只是漸漸轉變成休憩遊樂的性質。不過，因為鐵索吊橋不耐侵蝕再加上荷重有限不適合逐漸出現的汽車等重型交通工具通過，因此在1956年時，又在碧潭下游處修築了水泥結構的碧潭橋（當地俗稱「碧潭水泥橋」以便和吊橋分別），碧潭橋早年曾因新店溪雨季時的凶猛洪水沖毀數次，並經重建與拓寬。1997年8月拱橋結構的福爾摩沙高速公路碧潭橋完工通車，變成老中青三代三種不同結構、不同高度、不同用途的橋樑近距離並排橫越過碧潭上空的景色。碧潭吊橋總共歷經三次的修繕而成為今日的樣貌，2000年時因為老舊的碧潭吊橋搖搖欲墜有結構上的安全問題，決定拆除重建，但關於重建後的造型原本有許多爭議，但最後仍以原貌重建的方式處理。2013年時在相關團體各方的奔走之下，碧潭吊橋於7月30日獲得新北市政府列為市定古蹟。

## 特色
潭雖稱為「潭」，但它其實不是真的湖泊地形，而只是因為地形造成一段比較寬闊的河面。曾有一度因為新店溪上游的支流北勢溪上修築了翡翠水庫造成碧潭水位嚴重下降而破壞了景觀，相關單位特別在碧潭橋下修築攔水堰幫助碧潭積蓄水量，保持舊日美景，因此今日的碧潭反而可以被視為類似人工湖泊一類的景觀地形。
如前述所提，在幾條跨河的橋樑陸續建成之後，碧潭的水面交通就漸漸的失去了運輸方面的需求，轉為休憩用途。近年來由於傳統的撐船夫陸續消逝，碧潭的水面已被划槳小艇或天鵝船之類由搭乘者自己操作的休閒用腳踏船給取代。早年的碧潭河岸為鵝卵石灘，因此有許多民眾會在碧潭中玩水、游泳，但由於潭底的河床深度不一且因為本身畢竟是河道，因此水面下藏有許多暗流與漩渦，每年都會造成不少民眾溺斃的意外。
目前碧潭已被官方訂定為市級風景區，中下游河岸經過整頓後已經全部改為堤岸般的平整形狀，因此也相對的失去了直接游泳玩水的功能。取而代之的，碧潭的河堤上陸續出現許多露天咖啡廳、茶座或遊戲攤位，雖然帶來大量的觀光人潮一掃先前的蕭條氣味，但也造成環境雜亂的問題，破壞了碧潭原本為人所稱道的自然寧靜感覺。
至於跨距約200公尺長的碧潭吊橋，則一直都是碧潭風景區的參觀重點，拆除改建後的碧潭吊橋因為沿用了舊橋的白色橋塔結構與紅色的橋身配色，因此遠看並沒有與原本舊橋差別太大，只是近年來多增加了夜間的燈火裝飾，形成一種過去沒有的景致。在碧潭水泥橋建成後，碧潭吊橋一直是台北地區年輕情侶約會遊覽的熱門地點，但也因為這緣故，高高懸掛在空中的吊橋，也成為沒有高樓大廈的年代許多人跳河自盡的選擇地點，徒增許多冤魂。許多老一輩的當地人都以這理由告誡後輩，認為碧潭常有人失足溺斃是因為跳河亡魂要尋找替身的緣故，但這其實都是單純的迷信。此處之所以危險是因為表面看似平靜水潭的碧潭，實際上是正在流動中的河流，經過長年侵蝕搬移與堆積作用後河床底下主河道與副河道的深度落差極大變成暗流，不諳地形與過分大意的玩水民眾因而落水溺斃，是值得注意的危險之一。
由於碧潭的河堤正好就緊鄰在台北捷運新店線的終點站——新店站旁，連接捷運總站與吊橋橋頭的老街道在近年來也發展為類似夜市般的觀光街道。此街道由碧潭橋前延伸到新店路和文中路一帶。
碧潭也是新北市自行車道的起點之一。從碧潭出發，沿著新店溪可以一直到騎到大漢溪、淡水河，最遠可到達新北市八里區，也可利用關渡大橋跨過淡水河到達淡水，淡水河沿岸風光盡收眼底。沿路上設有自行車出租站，可以租借自行車。每到假日，就有許多人騎著自行車馳騁在河岸上。

## 再造計劃

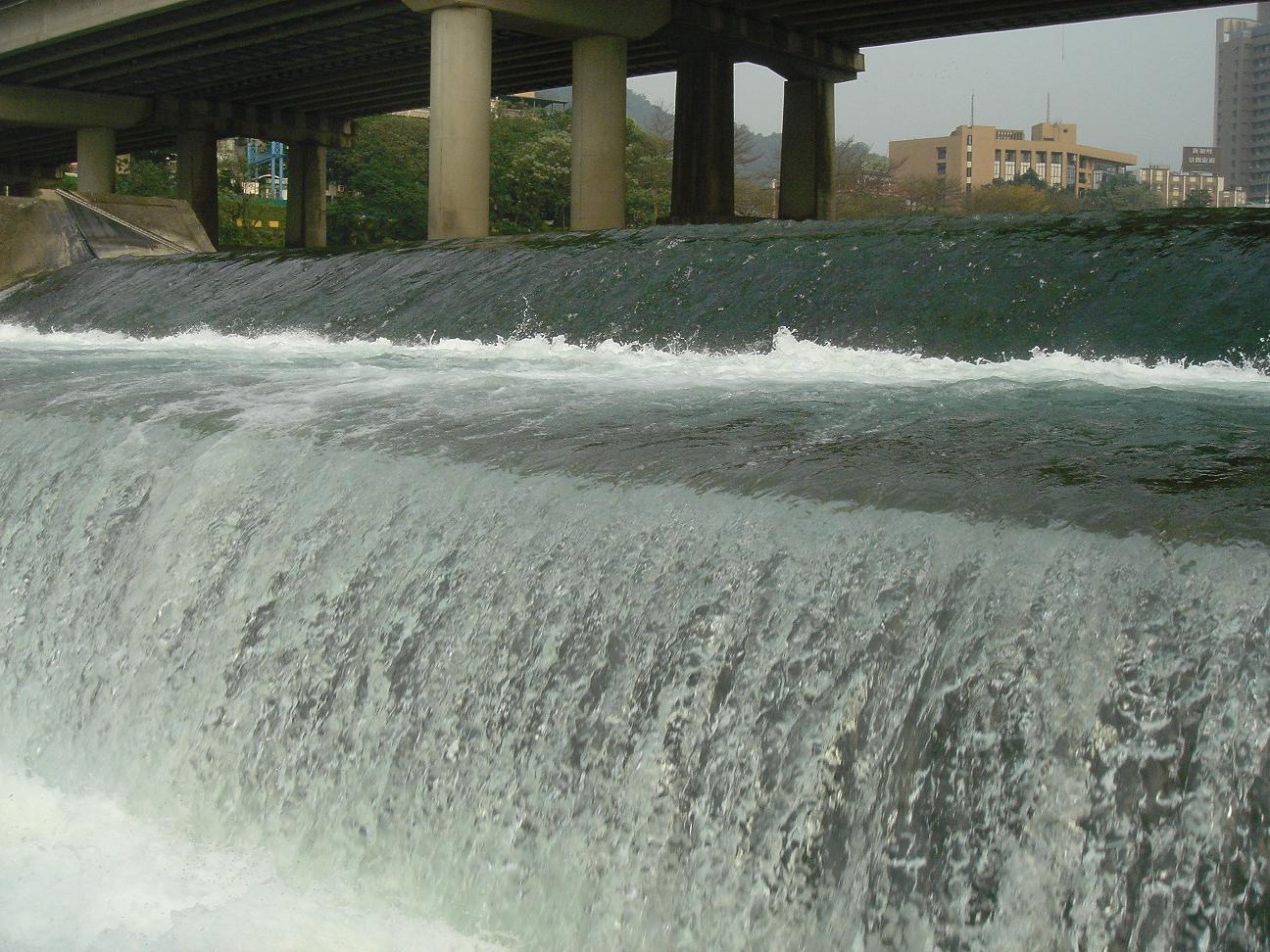
碧潭攔河堰

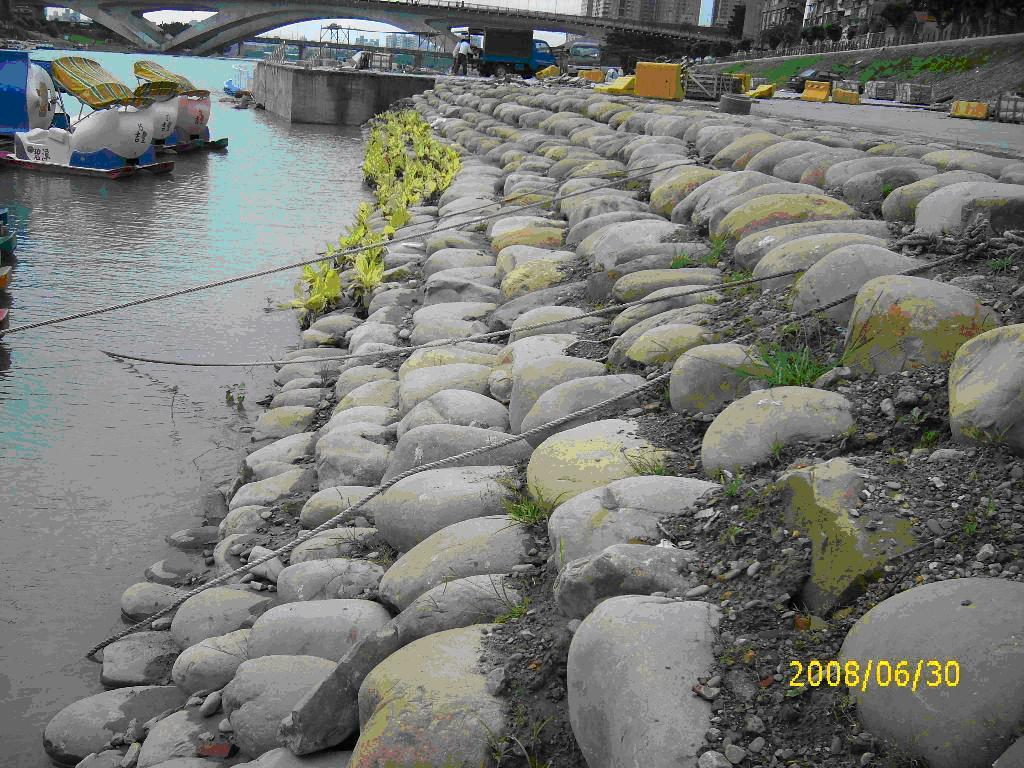
碧潭堤防

為解決北台灣用水問題，1979年於新店溪上游興建【翡翠水庫】，也因此保留碧潭的美景。近年來因攤販量巨增，環境欠缺管理，導致遊客量每下愈況。新北市政府為振興碧潭觀光，於2006年進行碧潭再造計劃，並於2008年底陸續完工。

其工程內容包括：
碧潭再造
原商業化行為濃厚的碧潭，改造後，增加了許多自然景觀、休憩空間供民眾使用，並以親水城市做為城市標的。
轄內觀光景點再造
包括二叭子植物園、獅頭山登山步道、銀河洞及和美山步道等相觀景點進行部份整建工程。
瑠公圳再造
為妥善保存瑠公圳遺蹟，台北縣政府以「臺灣城鄉風貌整體規劃示範計畫」進行工程，由捷運新店總站至景美溪以分段式進行再造工程，並於2008年獲得國家卓越建設獎。
新店溪沿岸景觀再造
將與陽光運動公園做結合的溪州地區河濱公園，園區約有10多公頃的綠化園地，民眾可以自行車的方式遊園。
公園及街景再造
於2008年進行13處公園及主要道路口槽化島的綠化工程，美化碧潭的市容。
觀光活動的舉行
結合碧潭再造及捷運的開通，重新塑造碧潭的觀光產業，透過活動的舉辦，推展碧潭的文化藝術。

## 軼事
- 由於河道與暗流問題，碧潭禁止跳水，不過仍可見到民眾於夏日跳水，但也會被罰錢。
- 運動社團或學生，會於夏日到碧潭練習如輕艇等運動或休閒遊戲。
- 每逢端午，會在碧潭舉行龍舟比賽。
- 當年國光計劃中的掩護假單位「巨光計畫室」就是設於碧潭。

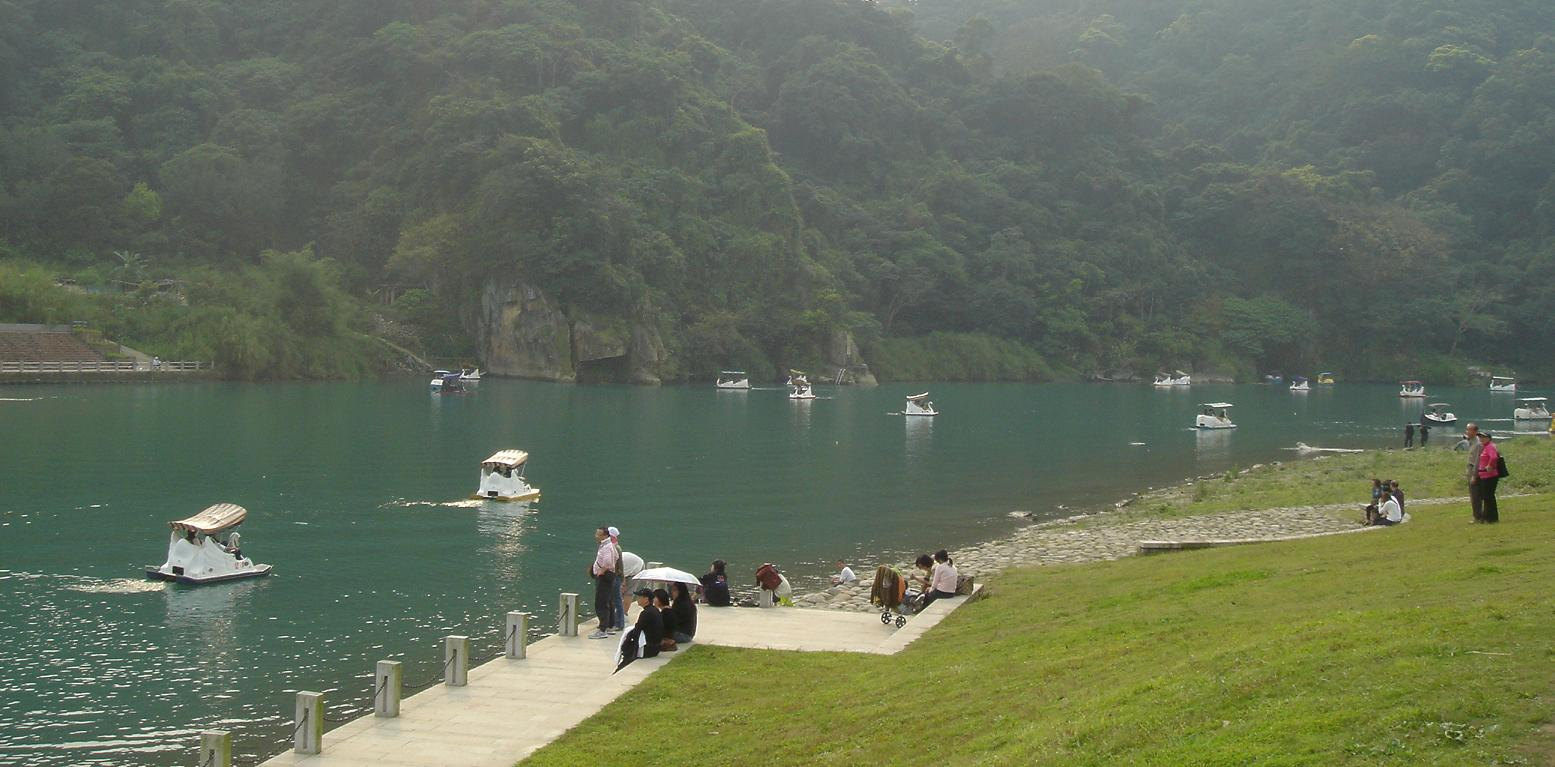
碧潭腳踏船
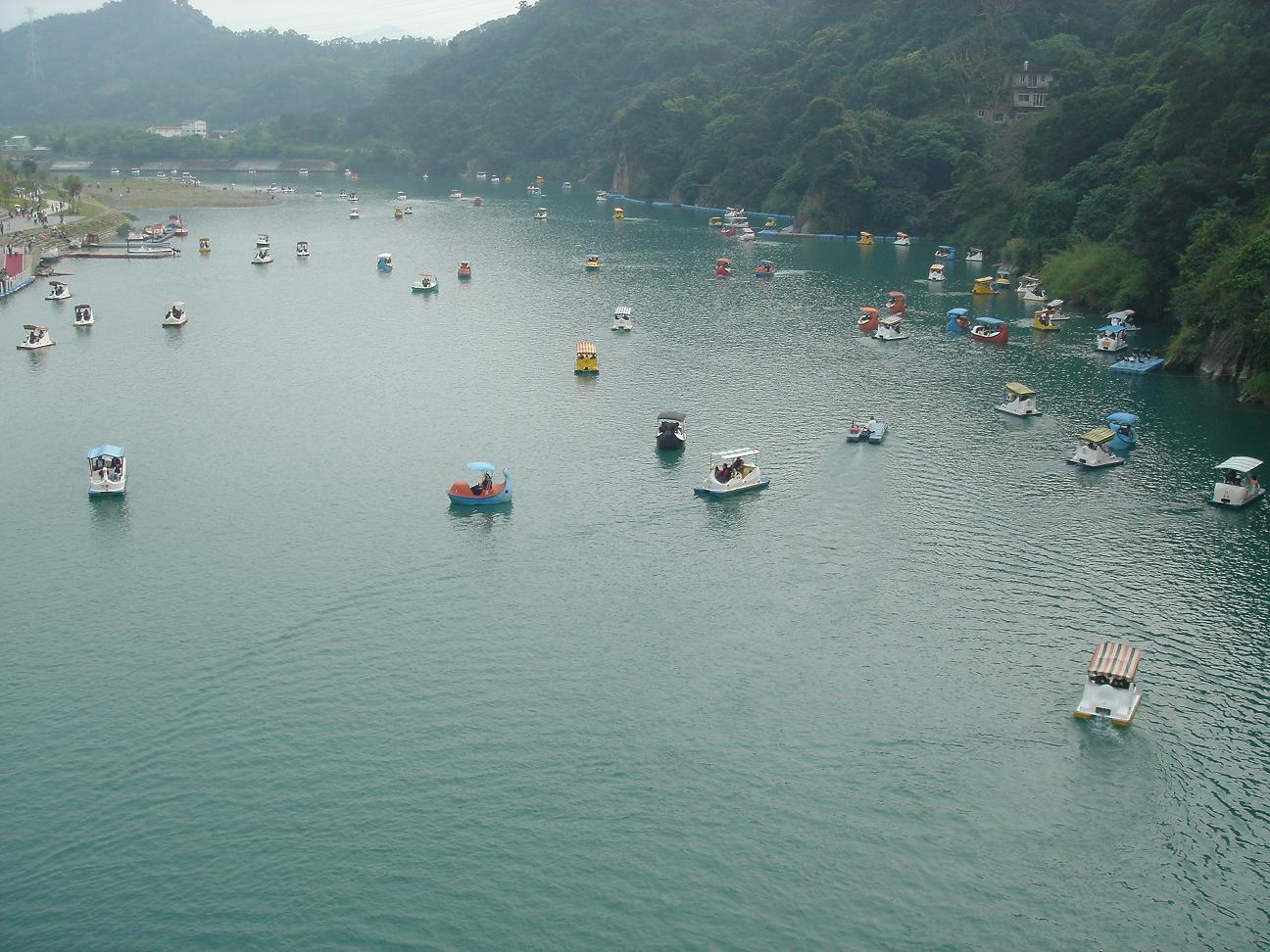
碧潭腳踏船
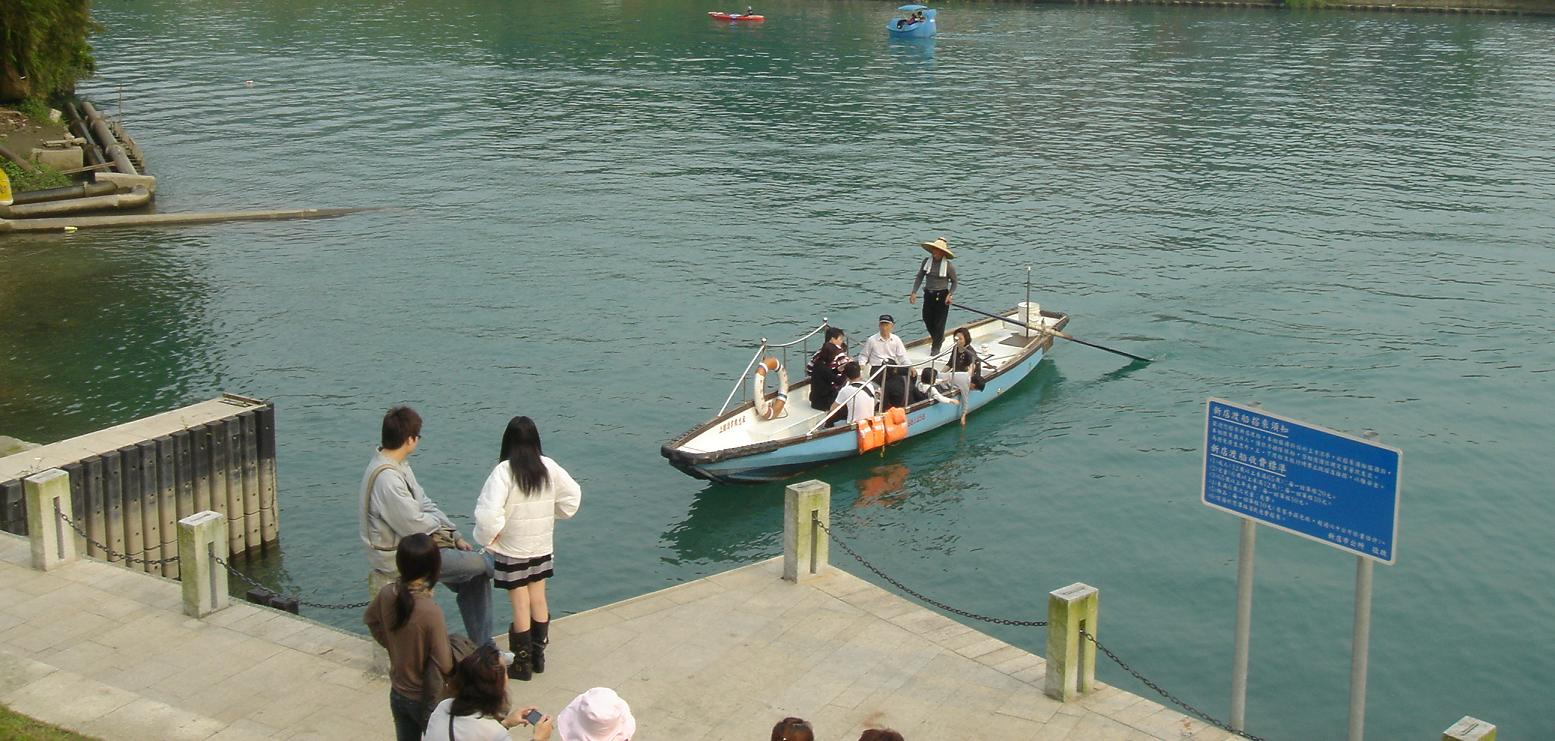
新店渡船
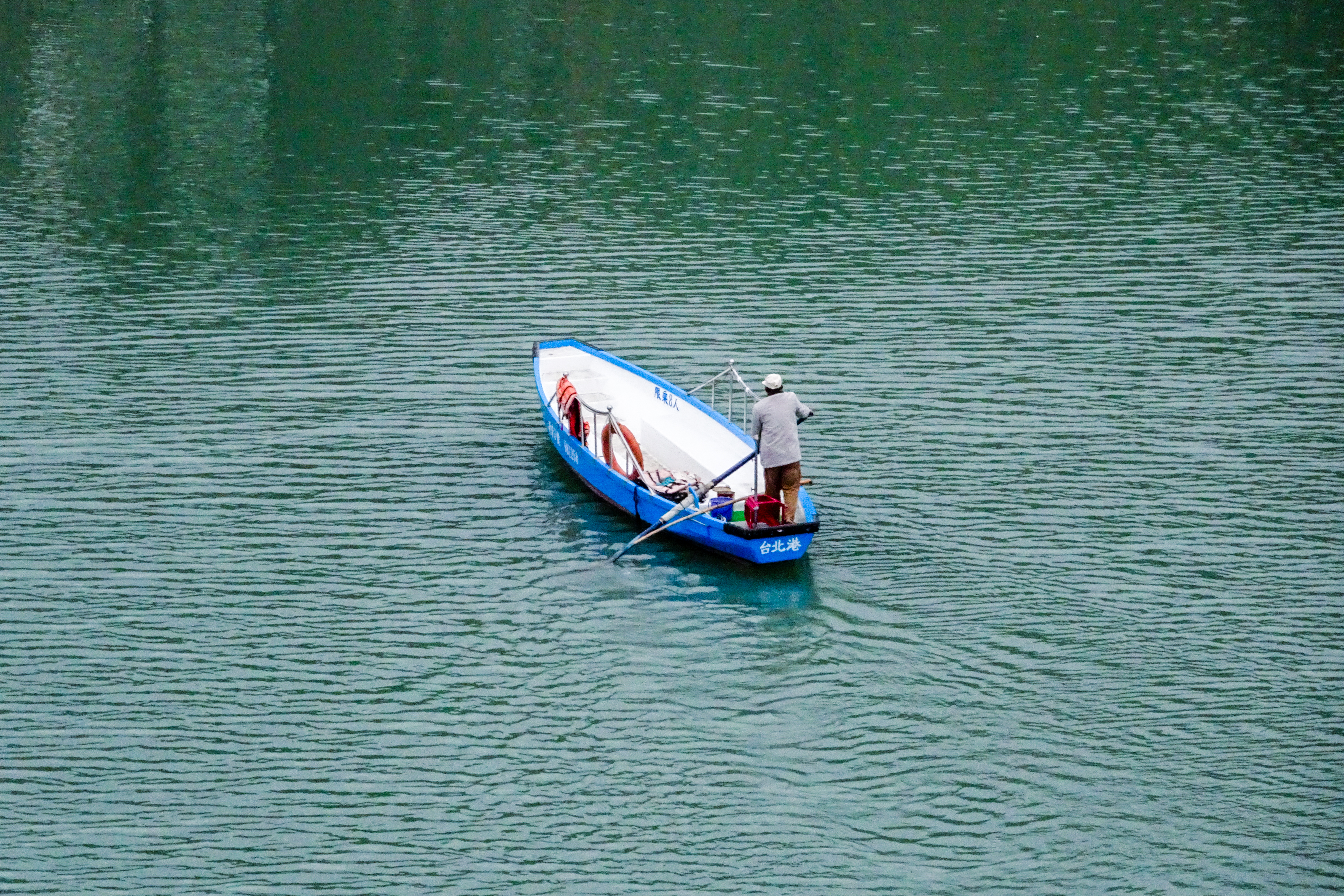
划行於新店溪上的渡船

## 外部連結
- 新北市觀光旅遊網：碧潭風景區 （页面存档备份，存于）
- 中華民國交通部觀光署：碧潭風景區 （页面存档备份，存于）

24°57′26.06″N 121°32′09.47″E / 24.9572389°N 121.5359639°E